# منظمة مصايد الأسماك في جنوب شرق الأطلسي
منظمة مصايد الأسماك في جنوب شرق المحيط الأطلسي (SEAFO) هي منظمة تحتفظ بالضوابط على صيد الأسماك والأعمال المتعلقة بالصيد في جنوب شرق المحيط الأطلسي.

## التاريخ
قبل استقلال ناميبيا في عام 1990، كانت الهيئة الدولية لمصايد أسماك جنوب شرق الأطلسي (ICSEAF) مسؤولة عن إدارة مصايد الأسماك في المنطقة في كل من المناطق الاقتصادية الخالصة في أنغولا وناميبيا وجنوب أفريقيا وفي المياه المجاورة لـ أعالي البحار. دخلت اتفاقية الهيئة حيز التنفيذ في عام 1971، مع وجود الأمانة في مدريد، إسبانيا، وقد تم تأسيسها بشكل أساسي استجابة لزيادة مستويات استغلال مناطق الصيد الغنية المكتشفة حديثًا قبالة الساحل الناميبي من قبل أسطول الأمم لصيد الأسماك في المياه البعيدة (DWFNs). فشلت الهيئة في تفويضها إلى حد كبير لأن الأطراف المتعاقدة لم تمتثل لتدابير الحفظ والإدارة التي اعتمدتها ولأن اللجنة تفتقر إلى آليات الامتثال والإنفاذ الفعالة. زادت جهود الصيد بسرعة خلال الستينات والسبعينات والثمانينات على الأنواع المستهدفة مثل سمك النازلي، سمك الماكريل و سمك الرنكة في مياه أنغولا الجنوبية. في الاستقلال عام 1990، أعلنت حكومة ناميبيا الجديدة من خلال قانون البرلمان 200 ميل بحري (370 كـم) المنطقة الاقتصادية الخالصة والولاية على المصايد داخل المنطقة. أصبحت المنظمة معطلة بعد رفض ناميبيا الانضمام إليها. وفي الوقت نفسه، تركت مصائد أعالي البحار في جنوب شرق المحيط الأطلسي بدون هيئة إدارية. بتفويض وتوجيه جديد ، حلت منظمة مصايد الأسماك في جنوب شرق المحيط الأطلسي محل الهيئة السابقة.

## روابط خارجية
- الموقع الرسمي